# فرودگاه منطقه‌ای نورث‌وست (میزوری)
 فرودگاه منطقه‌ای نورث‌وست (میسوری) (به انگلیسی: Northwest Missouri Regional Airport) یک فرودگاه همگانی بهره‌برداری هوایی است که یک باند فرود بتن دارد و طول باند آن ۱۴۰۲ متر است. این فرودگاه در شهر مریویل، میسوری کشور ایالات متحده آمریکا قرار دارد و در ارتفاع ۳۴۹ متری از سطح دریا واقع شده است.